# José David Velásquez
José David Velásquez Colón (La Ceiba, Honduras, 8 de diciembre de 1989) es un futbolista hondureño. Juega como defensa central y su equipo actual es el Victoria de la Liga Nacional de Honduras.

## Trayectoria

### Victoria
Se inició en las categorías inferiores del Club Deportivo Victoria donde se destacó como una de las promesas a futuro debido a sus cualidades en la defensa central. En 2009 debutó con el equipo de primera división del Victoria bajo la dirección técnica del uruguayo Ricardo "Tato" Ortiz. En la primera temporada tuvo una actuación regular, acumulando un total de 13 partidos disputados. Con la llegada del técnico Jorge Ernesto Pineda, Velásquez Colón continuó con su buen rendimiento, logrando un total de 20 partidos disputados y dos anotaciones en la Temporada 2010/2011. 
En 2012 con la llegada de Héctor Vargas, Victoria llegaría a la final del Apertura 2012, la cual perdió de manera estrepitosa por 4-0 en el partido de vuelta en Tegucigalpa. Días antes se le había vinculado a su compañero Crisanto y a él con el Seattle Sounders de la Major League Soccer; sin embargo no se concretó nada y ambos siguieron jugando para Victoria. En 2013 tuvo su primera experiencia internacional a nivel de clubes, ya que Victoria logró clasificar a la Concacaf Liga Campeones 2013-14, en donde tuvieron una terrible actuación, finalizando con cero puntos en el último lugar del grupo 7 de la primera fase.

### Nacional
El 2 de julio de 2014 se anunció su fichaje por el Club Nacional de Football de la Primera División de Uruguay para afrontar el Campeonato Uruguayo de Fútbol 2014-15. Fue presentado oficialmente como nuevo fichaje del Bolso el día 15 de julio de 2014 junto con Gonzalo Porras y Jorge Fucile.

### Regreso a Victoria
El 4 de junio de 2015 se anuncia su regreso al Club Deportivo Victoria.

### Real España
El 26 de noviembre de 2015 se confirmó su traspaso a Real España.

### Real Sociedad
El 8 de julio de 2019, Real Sociedad lo presentó como su primer refuerzo de cara al regreso a la máxima competición del fútbol hondureño. 

## Selección nacional
Ha sido internacional con la Selección de fútbol de Honduras en seis ocasiones. Su primera aparición fue en un partido amistoso frente a Costa Rica el 11 de abril de 2012 en San José.
En junio de 2012 fue incluido en la lista de 18 jugadores que representaron a Honduras en el Torneo masculino de fútbol en los Juegos Olímpicos de Londres 2012, como uno de los 15 jugadores menores de 23 años por Luis Fernando Suárez.
En enero de 2013 apareció en la lista de convocados para participar en la Copa Centroamericana 2013, torneo en el cual la Selección de fútbol de Honduras perdió la final ante la selección anfitriona, Costa Rica. Meses después se le convocó a la Copa de Oro de la Concacaf 2013 que se llevó a cabo en los Estados Unidos.

### Participaciones en Copa de Oro
| Copa de Oro      | Sede           | Resultado    | Partidos | Goles |
| ---------------- | -------------- | ------------ | -------- | ----- |
| Copa de Oro 2013 | Estados Unidos | Cuarto lugar | 2        | 0     |

### Participaciones en Copa Centroamericana
| Copa Centroamericana      | Sede       | Resultado  | Partidos | Goles |
| ------------------------- | ---------- | ---------- | -------- | ----- |
| Copa Centroamericana 2013 | Costa Rica | Subcampeón | 0        | 0     |

### Participaciones en Juegos Olímpicos
| Juegos Olímpicos | Sede        | Resultado        | Partidos | Goles |
| ---------------- | ----------- | ---------------- | -------- | ----- |
| Londres 2012     | Reino Unido | Cuartos de final | 4        | 0     |

### Participaciones en Eliminatorias Mundialistas
| Eliminatoria      | Sede   | Resultado | Partidos | Goles |
| ----------------- | ------ | --------- | -------- | ----- |
| Eliminatoria 2014 | Brasil | Clasificó | 1        | 0     |

## Clubes
| Club              | País     | Año         |
| ----------------- | -------- | ----------- |
| Victoria          | Honduras | 2009 - 2014 |
| Nacional (cedido) | Uruguay  | 2014 - 2015 |
| Victoria          | Honduras | 2015        |
| Real España       | Honduras | 2016 - 2019 |
| Real Sociedad     | Honduras | 2019 - 2020 |
| Vida              | Honduras | 2020 - 2021 |
| Victoria          | Honduras | 2021 -      |

## Palmarés

### Torneos nacionales
| Competición         | Club        | País     | Año         |
| ------------------- | ----------- | -------- | ----------- |
| Torneo Apertura     | Nacional    | Uruguay  | 2014        |
| Campeonato Uruguayo | Nacional    | Uruguay  | 2014 - 2015 |
| Torneo Apertura     | Real España | Honduras | 2017        |